# The Best of Crosby & Nash
Pour la compilation de 2002, voir The Best of Crosby & Nash: The ABC Years.
Albums de Crosby & Nash
Crosby-Nash Live
(1977) Another Stoney Evening
(1998)
The Best of Crosby & Nash est une compilation de Crosby & Nash, publiée sur ABC/Atlantic. Il contient des morceaux des albums solo des artistes ainsi que du duo.

## Liste des pistes

### Face A
| No | Titre                                | Durée |
| -- | ------------------------------------ | ----- |
| 1. | Love Work Out (Graham Nash)          | 4:45  |
| 2. | The Wall Song (David Crosby)         | 4:37  |
| 3. | Wild Tales (Graham Nash)             | 2:18  |
| 4. | Carry Me (David Crosby)              | 3:35  |
| 5. | Out of Darkness (Crosby-Degree-Nash) | 4:24  |

### Face B
| No | Titre                                                                        | Durée |
| -- | ---------------------------------------------------------------------------- | ----- |
| 1. | Southbound Train (Graham Nash)                                               | 3:54  |
| 2. | Laughing (David Crosby)                                                      | 5:20  |
| 3. | Chicago (Graham Nash)                                                        | 2:25  |
| 4. | Bittersweet (David Crosby)                                                   | 2:39  |
| 5. | To the Last Whale... a). Critical Mass - b). Wind on the Water (Crosby-Nash) | 5:33  |